# ملف ستيل
يُعد ملف ستيل، المعروف أيضًا باسم ملف ترامب وروسيا، تقريرًا مثيرًا للجدل من أبحاث المعارضة، موضوعه حملة دونالد ترامب الرئاسية لعام 2016، والذي جمعه المختص في مكافحة التجسس كريستوفر ستيل. نُشر الملف دون إذن في عام 2017 كمجموعة غير مكتملة مكونة من 35 صفحة من المذكرات "غير المؤكدة، والتي يحتمل ألا تكون قابلة للتأكيد" التي اعتبرها ستيل "معلومات استخباراتية أولية - ليست حقائق ثابتة، بل نقطة انطلاق لمزيد من التحقيق".
كُتِبَ الملف في الفترة من يونيو إلى ديسمبر 2016 وتضمن ادعاءات بسوء السلوك والتآمر والتعاون بين حملة ترامب الرئاسية وحكومة روسيا قبل وأثناء الحملة الانتخابية لعام 2016. لاحقًا وُصِفَت العديد من الادعاءات الرئيسية الواردة في الملف في يونيو 2016 حول جهود الحكومة الروسية لانتخاب ترامب بأنها "استشرافية"  لأنه تم تأكيدها بعد ستة أشهر في تقرير يناير 2017 الصادر عن مكتب مدير المخابرات الوطنية وتقرير مولر،  وتحديدًا أن فلاديمير بوتين فضل ترامب على هيلاري كلينتون؛  وأنه أمر شخصيًا بـ "حملة تأثير" للإضرار بحملة كلينتون و"تقويض ثقة الجمهور في العملية الديمقراطية الأمريكية"؛ وأنه أمر بشن هجمات إلكترونية على كلا الحزبين؛ وأن العديد من مسؤولي حملة ترامب والمقربين منه أجروا اتصالات سرية عديدة مع مسؤولين ووكلاء روس.
استند الدليل إلى معلومات من مصادر مجهولة في البداية معروفة للمؤلف، وهو أخصائي مكافحة التجسس كريستوفر ستيل،  و"مصدره الفرعي الرئيسي" إيجور دانتشينكو. كان ستيل الرئيس السابق لمكتب روسيا في المخابرات البريطانية (MI6)، يكتب التقرير لصالح شركة التحقيقات الخاصة فيوجن جي بي إس، التي دفعت لها حملة هيلاري كلينتون واللجنة الوطنية الديمقراطية (DNC). تزعم تقارير الدليل الـ 17 أن أعضاء حملة ترامب وعملاء روس تآمروا للتعاون في التدخل الروسي في الانتخابات لصالح ترامب. كذلك يزعم أن روسيا سعت إلى الإضرار بترشيح هيلاري كلينتون. نشرت أخبار بزفيد الدليل في 10 يناير 2017، دون إذن ستيل. انتقد صحفيون قرارهم نشر التقارير دون التحقق من الادعاءات. ومع ذلك دافع قاضٍ عن تصرف بازفيد على أساس أن الدليل كان جزءًا من إجراء رسمي، وبالتالي "محمي بامتياز الإبلاغ العادل".
تعامل مجتمع الاستخبارات في الولايات المتحدة ومعظم الخبراء مع الدليل بحذر بسبب ادعاءاته غير المؤكدة. أثناء تجميع الدليل، مرر ستيل النتائج التي توصل إليها إلى كل من أجهزة المخابرات البريطانية والأمريكية. أخذ مجتمع الاستخبارات الأمريكي الادعاءات على محمل الجد،  وحقق مكتب التحقيقات الفيدرالي (FBI) في كل سطر من سطور الدليل وحدد وتحدث مع اثنين على الأقل من مصادر ستيل. تضمن تقرير مولر إشارات عابرة إلى بعض ادعاءات الدليل، لكنه لم يذكر الكثير عن مزاعمه الأكثر إثارة.
في حين لعبت وثائق ستيل دورًا هامًا في تسليط الضوء مبدئيًا على الود العام بين ترامب وإدارة بوتين، فإن حالة صحة ادعاءات محددة تتسم بتغير كبير. تأكد بعضها علنًا، بينما يُعد البعض الآخر معقولًا ولكنه لم يُؤكد تحديدًا،  ويبدو البعض الآخر مشكوكًا فيه عند النظر إليه بأثر رجعي ولكنه لم يُنف بشكل قاطع. في حين لعب الدليل دورًا مركزيًا وأساسيًا في السعي للحصول على أوامر قانون مراقبة الاستخبارات الأجنبية (FISA) بشأن كارتر بيج،  فإنه لم يلعب أي دور في تقييم مجتمع الاستخبارات الصادر في 6 يناير 2017 بشأن الإجراءات الروسية في انتخابات 2016،  ولم يكن الشرارة التي أدت إلى فتح التحقيق الروسي حول ما إذا كانت حملة ترامب تنسق مع تدخل الحكومة الروسية في الانتخابات الرئاسية لعام 2016. يُعد الدليل عاملًا في العديد من نظريات المؤامرة التي روج لها ترامب ومؤيدوه.

## التاريخ

### عمليتان بحثيتان والخلط بينهما
أُجري البحث المعارض الذي قامت به فيوجن جي بي إس بشأن دونالد ترامب في عمليتين متميزتين، لكل منهما عميل مختلف. كان الجمهوريون هم الأول، بتمويل من ذا واشنطن فري بيكون. ثم جاء الديمقراطيون، بتمويل من اللجنة الوطنية الديمقراطية وحملة كلينتون.
- ركزت العملية الجمهورية، من أكتوبر 2015 إلى مايو 2016، على أعمال ترامب المحلية وأنشطته الترفيهية؛ وقامت بها فيوجن جي بي إس؛ واستخدمت ملفات واين باريت ومصادر عامة. مباشرة بعد نشر الدليل، افترضت وسائل الإعلام أحيانًا بشكل خاطئ أن الدليل بدأ كمنتج لهذا البحث، لذلك أصدرت فري بيكون هذا البيان: "لا يظهر أي من نتاج العمل الذي تلقته فري بيكون في دليل ستيل".[34][35]
- ركزت العملية الديمقراطية، من أبريل 2016 إلى ديسمبر 2016، على علاقات ترامب الروسية؛ وتم التعاقد من الباطن عليها مع ستيل/أوربيس؛ واستخدمت شبكة مصادر ستيل الخاصة ومصادر عامة. هذه العملية الثانية فقط هي التي أنتجت الدليل.[36][37]

من أبريل إلى أوائل مايو 2016، كانت ذا واشنطن فري بيكون واللجنة الوطنية الديمقراطية/حملة كلينتون عميلين مستقلين لفيوجن جي بي إس. ساهم هذا التداخل في ارتباك وسائل الإعلام.

#### عملية الجمهوريين لم تنتج الدليل
في أكتوبر 2015، قبل البدء الرسمي للحملة التمهيدية للحزب الجمهوري لعام 2016، كان مؤسسو فيوجن جي بي إس يسعون للحصول على عمل سياسي، وكتبوا رسالة بريد إلكتروني إلى "مانح محافظ كبير يعرفونه ويكره ترامب، وتم توظيفهم". رتب لهم استخدام ذا واشنطن فري بيكون، وهو موقع ويب أمريكي محافظ متخصص في الصحافة السياسية، لإجراء بحثهم المعارض العام حول العديد من المرشحين الجمهوريين للرئاسة، بمن فيهم ترامب. يمول المانح الجمهوري بول سينجر الموقع بشكل أساسي. كانت فري بيكون وسينجر "جزءًا من الحركة المحافظة المناهضة لترامب". على الرغم من أن سينجر كان داعمًا كبيرًا لماركو روبيو، إلا أن روبيو نفى أي تورط في البحث الأولي الذي أجرته فيوجن جي بي إس وتوظيفها.
في بداية تحقيقهم، تلقوا مساعدة من الصحفي الاستقصائيواين باريت، الذي أعطاهم ملفاته عن ترامب. تضمنت الملفات نتائج حول "تعاملات ترامب السابقة، بما في ذلك مشاكل الضرائب والإفلاس، والصلات المحتملة بالجريمة المنظمة، والعديد من المشاكل القانونية. كشفت أيضًا عن أن ترامب لديه عدد كبير بشكل غير عادي من العلاقات مع روس ذوي خلفيات مشكوك فيها".
لعدة أشهر، جمعت فيوجن جي بي إس معلومات عن ترامب، مركزةً على أعماله وأنشطته الترفيهية. عندما أصبح ترامب المرشح المفترض في 3 مايو 2016،  توقف المانح المحافظ عن تمويل البحث بشأنه.
بسبب ارتباك وسائل الإعلام حول من أنتج الدليل، أصدرت فري بيكون بيانًا في أكتوبر 2017 للتفنيد بعض الافتراضات الخاطئة:
"كل العمل الذي قدمته فيوجن جي بي إس إلى فري بيكون استند إلى مصادر عامة، ولا يظهر أي من نتاج العمل الذي تلقته فري بيكون في دليل ستيل. لم يكن لدى فري بيكون أي علم أو صلة بدليل ستيل، ولم تدفع مقابل الدليل، ولم تتواصل قط مع أو تعرف عن أو تقدم مدفوعات مقابل أي عمل قام به كريستوفر ستيل. كما لم يكن لدينا أي علم بالعلاقة بين فيوجن جي بي إس واللجنة الوطنية الديمقراطية وبيركنز كوي وحملة كلينتون."
على الرغم من أن مصدر تمويل دليل ستيل قد أُبلغ به بالفعل بشكل صحيح قبل أكثر من عام،  وأن فري بيكون أصدرت بيانًا بهذا المعنى في أكتوبر 2017،  فإن قصة نشرتها وكالة أسوشيتد برس (AP) في 2 فبراير 2018 ساهمت في إحداث ارتباك حول تمويله من خلال الإشارة إلى أن الدليل "مُوّل في البداية" من قبل ذا واشنطن فري بيكون، لذلك نشرت وكالة أسوشيتد برس تصحيحًا في اليوم التالي: "على الرغم من أن الجاسوس السابق، كريستوفر ستيل، وُظف من قبل شركة مُوّلت في البداية من قبل ذا واشنطن فري بيكون، إلا أنه لم يبدأ العمل في المشروع إلا بعد أن بدأت الجماعات الديمقراطية في تمويله".
بحلول ربيع عام 2016، شعر الباحثون في فيوجن جي بي إس بالقلق الشديد مما تعلموه بالفعل عن ترامب لدرجة أنهم شعروا بالحاجة إلى "بذل ما في وسعهم لإبعاد ترامب عن البيت الأبيض".

#### عملية الديمقراطيين تنتج الدليل

##### التوظيف والتقارير الأولية
مولت اللجنة الوطنية الديمقراطية وحملة كلينتون، بصورة غير مباشرة، وعبر وسيط هو محاميها مارك إلياس من شركة بيركنز كوي، المرحلة الثانية من البحث المعارض لحملة كلينتون. وفي رسالة مؤرخة في أكتوبر من عام 2017، وصف ماثيو جيرينجر، المستشار العام لشركة بيركنز كوي، كيف تواصلت شركة فيوجن جي بي إس مع شركته في مارس من عام 2016، وأُبلغت بأن حملة كلينتون واللجنة الوطنية الديمقراطية هما من عملاء الشركة، واستفسرت عما إذا كان هؤلاء العملاء يرغبون في تمويل شركة فيوجن جي بي إس لمواصلة البحث المتعلق بالمرشح الرئاسي دونالد ترامب في ذلك الوقت، وهو بحث كانت الشركة قد بدأت به سابقًا لصالح عميل أو أكثر خلال الانتخابات التمهيدية للحزب الجمهوري. وفي أبريل من عام 2016، عهد إلياس بشركة فيوجن جي بي إس لإجراء بحث معارض عن ترامب.
تردد الشريك المؤسس لفيوجن جي بي إس جلين آر. سيمبسون [الإنجليزية] في تقديم المساعدة لهيلاري كلينتون، إذ لم يرتضِ بهذه الفكرة. وقد عبر عن تحفظه في رسالة إلكترونية، معبرًا عن أن العمل مع هيلاري كلينتون لن يكون مقبولًا إلا إذا كان ضد "ترامب".
في يونيو 2016، وضمن نطاق عملها لصالح شركة بيركنز كوي، استعانت شركة فيوجن جي بي إس بخدمات شركة أوربيس بزنس إنتليجنس، وهي شركة بريطانية متخصصة في مجال الاستخبارات، للقيام بدراسة معمقة للعلاقات التي تربط بين ترامب وروسيا. وقد كُلف كريستوفر ستيل المؤسس المشارك لشركة أوربيس، وهو ضابط سابق في الاستخبارات البريطانية (MI6) وله خبرة واسعة في الشؤون الروسية، بالمهمة بصفته متعاقدًا خارجياً. جدير بالذكر أن ستيل كان قد عمل قبل انضمامه إلى شركة أوربيس كمصدرًا بشريًا سريًا مدفوع الأجر لصالح مكتب التحقيقات الفيدرالي (FBI) لتزويده بمعلومات لا علاقة لها بالتحقيق الروسي.
أفادت مصادر من حملة كلينتون واللجنة الوطنية الديمقراطية بأنهم قد صَرَفوا مبلغًا إجماليًا قدره 12.4 مليون دولار لشركة بيركنز كوي مقابل الخدمات القانونية وخدمات الامتثال خلال الحملة الانتخابية لعام 2016. وقد أدى هذا إلى زعم ترامب أن تكلفة الملف الاستخباراتي قد بلغت 12 مليون دولار،  على الرغم من أن التكلفة الفعلية كانت أقل بكثير. وبحسب شركة فيوجن جي بي إس، فقد دفعت شركة بيركنز كوي لها مبلغًا قدره 1.02 مليون دولار على شكل رسوم ونفقات، ودفعت فيوجن جي بي إس بدورها مبلغًا قدره 168,000 دولار لشركة ستيل، أوربيس بزنس إنتليجنس، لإعداد الملف. ورغم ذلك، استمر ترامب ونجله دونالد ترامب الابن في الزعم لأكثر من عام بأن ستيل قد تقاضى ملايين الدولارات مقابل عمله.
عُهد إلى شركة أوربيس بمهمة خلال الفترة الممتدة من يونيو إلى نوفمبر سنة 2016م، بينما أنتج ستيل ستة عشر تقريرًا خلال تلك الفترة الزمنية، وأضاف تقريرًا سابع عشر في شهر ديسمبر. وكانت هذه التقارير بمثابة "ملاحظات أولية" اعتمدت على معلومات من مصادر ستيل ولم تُنشر كمقالات إخبارية كاملة ومراجعة. يرى ستيل أن نسبة تتراوح بين سبعين وتسعين بالمئة من الأدلة دقيقة،  وهو رأي يشاركه سيمبسون.
وكشفت الدعاوى القضائية أن ستيل، بعد أن تبين له صدق المعلومات التي توصل إليها، ألف سبعة عشر تقريرًا شكلت فيما بعد الدليل التاسع. وقبل أن يثق بتلك المعلومات، تأمل ستيل في احتمال أن تكون مصادره قد ضلّلته.
كان ستيل يرسل تقاريره إلى شركة فيوجن جي بي إس بشكل منفرد، مرتبة رقمياً، وتتراوح صفحاتها بين صفحة وثلاث صفحات. وكان أول هذه التقارير، المؤرخ 20 يونيو 2016، قد أُرسل إلى العاصمة واشنطن عبر خدمة البريد السريع، ثم سُلم يدويًا إلى شركة فيوجن جي بي إس. وقد حُجبت أسماء المصادر واستُبدلت بأوصافٍ لمساعدة الشركة على تقييم مدى مصداقيتها.
كتب لوك هاردينج قائلًا: في البداية، كانت عملية الحصول على معلومات استخباراتية من موسكو تسير على ما يرام. فقد تمكن ستيل، خلال النصف الأول من العام، من توجيه استفساراته إلى روسيا بسهولة نسبية. إلا أن الأمور تعقدت مع نهاية شهر يوليو، تزامنًا مع زيادة التدقيق في العلاقات بين ترامب وروسيا. وفي النهاية، انقطع الاتصال تمامًا. فوسط حصارٍ من الكرملين، صمتت المصادر وانغلقت قنوات المعلومات.

##### تمرير التقارير إلى وكالات الاستخبارات
قال ستيل إنه عثر سريعًا على "معلومات مقلقة تشير إلى وجود صلات وثيقة بين ترامب والحكومة الروسية". ووفقًا لمصادر موثوق بها، "تم تبادل معلومات مؤكدة بين حملة ترامب والكرملين سعيًا لتحقيق مصالح مشتركة". وبحسب هاردينج "فوجئ ستيل بعمق التواطؤ الذي أبلغته به مصادره"، وأخبر أصدقاءه: "إن قراءة هذه المعلومات ستغير حياة أي شخص". شعر ستيل بأن ما كشفه "كان أمرًا بالغ الأهمية، يتجاوز بكثير صراعات الأحزاب السياسية". وصف الصحفي الأمريكي هوارد بلوم دافع ستيل عن تحويله إلى مُبلغ عن المخالفات قائلًا: "المصلحة العامة تسبق كل المصالح الأخرى".
بمبادرة شخصية منه، قرر ستيل إحالة المعلومات إلى أجهزة الاستخبارات البريطانية والأمريكية، معتقدًا أن نتائج تحقيقاته تمثل تهديدًا مباشرًا للأمن القومي لكلا البلدين. وفي عام 2018، صرح ستيل خلال تحقيق برلماني في المملكة المتحدة بأن حكومة تيريزا ماي قد طمست الأدلة التي قدمها حول صلات ترامب بروسيا، ولم تتخذ أي إجراء حيالها. كما زعم أن بوريس جونسون قد كتم تقريرًا أعدته لجنة الاستخبارات والأمن البرلمانية حول المعلومات الاستخباراتية الواردة في الملف. وبعد تأخير طويل، نشر التقرير في الحادي والعشرين من يوليو عام 2020.
وبحسب شهادة سيمبسون، فقد تواصل ستيل، الذي اكتسب شهرة واسعة في الأوساط الاستخباراتية بفضل خبرته التي امتدت لعشرين عامًا في قضايا تتعلق بروسيا، مع مكتب التحقيقات الفيدرالي. وكان دافعه هو القلق إزاء احتمال تعرض ترامب، الذي كان مرشحًا للرئاسة آنذاك، للابتزاز الروسي، مما قد يشكل تهديدًا خطيرًا للأمن القومي. وقد عبر ستيل عن اعتقاده بأن مجتمع الاستخبارات يحتاج إلى معرفة عاجلة بأن الرئيس الأمريكي المقبل قد يكون تحت تأثير روسي.
في أوائل يوليو 2016، اتصل ستيل بضابط مخضرم في مكتب التحقيقات الفدرالي، هو مايكل جايتا، والذي كان يتمركز في روما، وطلب منه الحضور إلى لندن ليعرض عليه نتائج تحقيقه. وبما أن جايتا كان يعمل في السفارة الأمريكية بروما، فقد طلب الإذن بالسفر من فيكتوريا نولاند، التي كانت تشغل حينئذ منصب مساعدة وزير الخارجية للشؤون الأوروبية والأوراسية، وقد حصل على الموافقة. وعند وصوله إلى لندن في 5 يوليو 2016، التقى بستيل في مكتبه،  وحصل على نسخة من التقرير الأول الذي أعده ستيل بتاريخ 20 يونيو 2016 (التقرير رقم 80).:95 وقد أصاب جايتا من هول ما قرأ في التقرير ما يبعث على الصدمة والرعب. ثم قال وهو يبدي انزعاجًا بالغًا مما اطّلع عليه: "يجب عليّ أن أعرض هذا على المقر الرئيسي".
وبعد فترة وجيزة، في شهر يوليو، أُحيل التقرير إلى وكيل اتحادي متخصص في الشؤون الإجرامية والمنظمات الإجرامية في مكتب التحقيقات الفيدرالي بمدينة نيويورك، وهو ما يعدّ إحالة خاطئة بشكل جوهري لقضية من شأنها أن تتطلب تحقيقاتٍ مضادة للتجسس. ووفقًا لما ذكرته نانسي لوتورنيو، الكاتبة السياسية في مجلة "واشنطن مونثلي"، فإن "التقرير طمر في أدراج مكتب التحقيقات الفيدرالي بمدينة نيويورك" لمدة شهرين، ثم "أُحيل أخيرًا إلى فريق مكافحة التجسس المسؤول عن الملف الروسي في مقر المكتب بواشنطن العاصمة" في منتصف شهر سبتمبر عام 2016.:897
وفي أغسطس من العام ذاته، طلب مكتب التحقيقات الفيدرالي من ستيل تقديم "جميع المعلومات المتاحة لديه وتوضيح كيفية جمع تلك المواد وتحديد هوية مصادره". وفي أكتوبر من العام نفسه، وصف ستيل للمكتب "إمكانية الوصول إلى المصادر دون ذكر أسمائها".:897 وبحلول 22 أغسطس من عام 2017، زود ستيل المكتب بأسماء مصادر الادعاءات الواردة في التقرير.
في غضون ذلك، وخلال الفترة من يوليو إلى سبتمبر، ووفقًا لصحيفة واشنطن بوست، بدأ مدير وكالة المخابرات المركزيةجون برينان تحقيقًا بفريق عمل سري "مكون من عدة عشرات من المحللين والضباط من وكالة المخابرات المركزية ووكالة الأمن القومي ومكتب التحقيقات الفيدرالي". وفي الوقت نفسه، كان مشغولًا بإنشاء ملفه الخاص من المواد التي توثق أن "روسيا لم تكن تحاول التدخل في انتخابات 2016 فحسب، بل كانت تفعل ذلك من أجل انتخاب دونالد ترامب. ... كان مجتمع الاستخبارات بأكمله في حالة تأهب بشأن هذا الوضع قبل شهرين على الأقل من أن أصبح [الدليل] جزءًا من التحقيق." كتبت لوتورنيو أن "دليل ستيل أثبت حتى الآن أنه دقيق إلى حد ما".
في مطلع أغسطس وبعد فتح تحقيقٍ في قضية الإعصار العابر،  استُدعي ستيل إلى روما حيث قدم إحاطةً شاملة لأربعة مسؤولين أمريكيين من مكتب التحقيقات الفيدرالي حول مضمون التقرير. وفي تلك الفترة سلم تقريري 20 يونيو و26 يوليو.
في أثناء استجواب مكثف أجراه مكتب التحقيقات الفيدرالي مع ستيل، أبلغ المكتب عن اكتشافه لصلات محتملة بين حملة ترامب وروسيا،  واستفسرت من ستيل عن بابادوبولوس، إلا أنه نفى معرفته به. وناقش المحققون إمكانية تقديم مبالغ مالية لستيل لمواصلة جمع المعلومات الاستخباراتية بعد الانتخابات،  لكن ستيل نفى في النهاية تلقي أي مبالغ من المكتب مقابل المعلومات المتعلقة بالدليل.
وفي أكتوبر 2022، وفي أثناء استجواب أجراه المستشار الخاص جون دورهام، أفاد برايان أوتين، وهو محلل مكافحة التجسس في المكتب، بأن المكتب عرض على ستيل مبلغًا يصل إلى مليون دولار قبل الانتخابات مباشرة، شريطة تأكيد الادعاءات الواردة في الدليل، إلا أن ستيل عجز عن ذلك. وقد نفى ستيل هذا الادعاء، موضحًا أن المكتب لم يعرض عليه مبلغًا محددًا لإثبات تقاريره، وإنما عرض مساعدة مالية على المصادر لتسهيل انتقالهم للولايات المتحدة إذا كانوا على استعداد للإدلاء بشهادتهم علنًا، وهو ما لم يحدث.

##### بعد النشر العلني
أدى النشر العلني اللاحق للملفّ في يناير 2017 إلى وقفِ المناقشات بين ستيل ومكتب التحقيقات الفيدرالي. وأكّد تقرير المفتش العام لاحقًا أن مكتب التحقيقات الفيدرالي قد عرض في البداية دفع 15,000 دولار أمريكي لستيل مقابل رحلته إلى روما، ولكن عندما أسقط مكتب التحقيقات الفيدرالي ستيل من قائمة المصادر السرية الموثوقة بسبب مُشاركته المعلومات مع طرف ثالث "في أواخر أكتوبر 2016" (مجلة ماذر جونز)، توقف الدفع.:173 أفاد بيتر سترزوك بما يلي::173
أغلق مكتب التحقيقات الفيدرالي ملف ستيل لأنه كان يمثل مشكلة في السيطرة. لم نغلق ملفه لأننا اعتقدنا أنه كان كاذبًا". وفقًا لسترزوك، فإن قرارات ستيل بمناقشة تقاريره مع وسائل الإعلام والكشف عن علاقته بمكتب التحقيقات الفيدرالي كانت "فظيعة وأضرت بما كنا نفعله، ولا شك في أنه ما كان ينبغي عليه فعل ذلك.
في شهر سبتمبر، التقى ستيل بجوناثان واينر، الذي كان يشغل حينئذ منصب نائب مساعد وزير الخارجية الأمريكي لشؤون إنفاذ القانون الدولي، والذي كان يعرفه منذ عام 2009. وفي مقال افتتاحي نشر في صحيفة واشنطن بوست عام 2018،  ذكر واينر أنه خلال لقائهما في واشنطن، سُمح له بالاطلاع على تقارير ستيل، إلا أنه لم يُسمح له بحمل نسخة منها. وكتب واينر قائلًا: "أعددت ملخصًا من صفحتين وشاركته مع [فيكتوريا] نولاند، التي أشارت إلى أنها تشعر، شأني في ذلك، بضرورة إطلاع وزير الخارجية على هذه المواد". وفي وقت لاحق من شهر سبتمبر، ناقش واينر التقرير مع سيدني بلومنتال، الذي كشف بدوره أنه تلقى معلومات مماثلة من كودي شيرر، وهو ناشط سياسي مثير للجدل وصحفي سابق كان على علاقة وثيقة بالبيت الأبيض في عهد كلينتون في التسعينيات. والتقى واينر بستيل مرة أخرى في أواخر سبتمبر وأعطاه نسخة من تقرير شيرر، الذي عُرف لاحقًا باسم "الملف الثاني".
في 19 سبتمبر 2016، وبعد أن ظلّ التقرير "يراوح مكانه في مكتب التحقيقات الفيدرالي الميداني في نيويورك" لمدة شهرين،  أرسل مسؤول الاتصال بستيل ستةً من تقاريره (80، و94، و95، و100، و101، و102) إلى فريق "عاصفة النار المتقاطعة"، الذي كان يعمل منذ 31 يوليو 2016. وكانت هذه هي المرة الأولى التي يتلقّى فيها الفريق وقائده، نائب مساعد مدير قسم مكافحة التجسس في مكتب التحقيقات الفيدرالي، بيتر سترزوك، أيًّا من تقارير ستيل.:100:896 وقد حذّر سترزوك زملاءه قائلًا: "ينبغي اعتبار الملفّ موجّهًا للتأثير وكذلك للإعلام، وأنّ من كُلّف بإعداده يُفترض أنّه مرتبط بحملة [كلينتون] بطريقةٍ ما".
أشارت بعض التقارير إلى أعضاء في الدائرة المقرّبة لترامب. بعد تلك النقطة، استمرّ ستيل في مشاركة المعلومات مع مكتب التحقيقات الفيدرالي. ويذكر تقرير المفتش العام أنّ هذه المواد "أصبحت جزءًا مهمًّا من تحقيق عاصفة النار المتقاطعة، وسعي مكتب التحقيقات الفيدرالي للحصول على تفويض بموجب قانون مراقبة الاستخبارات الأجنبية (FISA) لاستهداف أحد الخاضعين لتحقيق عاصفة النار المتقاطعة، كارتر بيج".:80
في 28 أكتوبر 2016 وقبل أيام من الانتخابات، أبلغ كومي الكونجرس بأن مكتب التحقيقات الفيدرالي قد شرع في فحص رسائل بريد إلكترونيّ عُثر عليها مؤخرًا لهيلاري كلينتون. ووصف سيمبسون وفريتش ردة فعلهما قائلين: "دفعت قنبلة كومي شركاء فيوجن جي بي إس إلى اتخاذ قرار بأن عليهم فعل ما في وسعهم لفضح تحقيق مكتب التحقيقات الفيدرالي في شأن ترامب وروسيا. لقد كان وقت المحاولة الأخيرة". كان مؤسسو فيوجن جي بي إس مستائين للغاية من مقال مضلل نشرته صحيفة نيويورك تايمز في الأول من نوفمبر لعام 2016، أي قبل أسبوع من الانتخابات، بعنوان: "في تحقيقات حول دونالد ترامب، مكتب التحقيقات الفيدرالي لا يرى صلة واضحة بروسيا". في الواقع، كانت روسيا تتدخل في الانتخابات لمساعدة ترامب على الفوز، وهو ما سيستنتجه مجتمع الاستخبارات الأمريكي لاحقًا.
صرح سيمبسون لاحقًا أن "ستيل قطع اتصالاته بمكتب التحقيقات الفيدرالي قبل الانتخابات في أعقاب تصريحاتٍ علنية من المكتب نفسه بأنه لم يجد أيَّ صلة بين حملة ترامب وروسيا، وخشيةَ أن يكون المكتب قد تعرض للتلاعب لأغراض سياسية من قبل أفرادٍ تابعين لترامب". وقد ساور ستيل شعورٌ بالإحباط من مكتب التحقيقات الفيدرالي، إذ اعتقد أن المكتب قد قصر في التحقيق في تقاريره، واختار بدلًا من ذلك التركيز على التحقيق في رسائل البريد الإلكتروني الخاصة بكلينتون. ووفقًا لصحيفة الإندبندنت، فقد توصل ستيل إلى الاعتقاد بوجود "جماعةٍ سرية" داخل مكتب التحقيقات الفيدرالي، وتحديدًا في مكتبه الميداني بنيويورك المرتبط بمستشار ترامب رودي جولياني إذ إنها أعاقت أيَّ محاولات للتحقيق في الروابط بين ترامب وروسيا. "وتنامى قلقه من وجود عملية تستر جارية".

### ما الذي كانت تعرفه اللجنة الوطنية الديمقراطية وحملة كلينتون وستيل
صرّح كلٌّ من غلين سيمبسون وبيتر فريتش، الشريكين المؤسسين لشركة "فيوجن جي بي إس"، بأنهما لم يُطلِعا ستيل على هوية عملائهما النهائيين، بل أبلغاه فقط بأنه "يعمل لصالح شركة محاماة". وأضافا أنهما "لم يُصدرا إليه أي توجيهات محددة باستثناء هذا السؤال الجوهري: لماذا سعى السيد ترامب مرارًا وتكرارًا إلى عقد صفقات في دولة بوليسية فاسدة ذات سمعة سيئة يتجنبها معظم المستثمرين الجادين؟". وفي شهادته أمام لجنة الاستخبارات في مجلس الشيوخ، أكّد سيمبسون أن "شركة فيوجن جي بي إس هي التي بادرت بطرح فكرة تتبّع العلاقات الخارجية – هذا البحث لم يكن بتوجيه من شركة بيركنز كوي أو اللجنة الوطنية الديمقراطية أو حملة كلينتون".:847
أفادت جاين ماير بأن حملة كلينتون، عندما استعانت بشكل غير مباشر بكريستوفر ستيل، أقام إلياس "حاجزًا قانونيًا" يُشكل "جدار حماية" بين الحملة وستيل، مما أدى إلى حماية أي تفاصيل تحت مظلة امتياز المحامي-الموكل  وامتيازات نتاج العمل. وأضافت ماير أن شركة فيوجن جي بي إس اقتصرت على إطلاع إلياس على التقارير شفهيًا، ولم يُرسل سيمبسون إليه أي وثائق مكتوبة. وفي طلبها للحصول على مذكرة بموجب قانون مراقبة الاستخبارات الأجنبية (FISA) لمراقبة كارتر بيج، أبلغت وزارة العدل محكمة مراقبة الاستخبارات الأجنبية (FISC) بأن سيمبسون لم يُطلع ستيل على دافع البحث في علاقات ترامب بروسيا. أدلى ستيل بشهادته أمام الكونغرس بأنه لم يكن يعلم أن حملة كلينتون هي مصدر المدفوعات "لأنه تعاقدت معه شركة فيوجن جي بي إس". وبحلول "أواخر يوليو 2016"، :93–94 "بعد عدة أشهر" من توقيع العقد مع فيوجن جي بي إس، علم ستيل أن اللجنة الوطنية الديمقراطية وحملة كلينتون هما العميلان النهائيان.
أفاد متحدثٌ باسم اللجنة الوطنية الديمقراطية بأن توم بيريز و"القيادة الجديدة للجنة الوطنية الديمقراطية" لم يكونوا ضالعين في أي عملية اتخاذ قرار بشأن شركة فيوجن جي بي إس، كما لم يكونوا على علمٍ بأن بيركنز كوي كانت تتعاون مع المنظمة. وأوضح متحدثٌ باسم بيركنز كوي أن الحملة واللجنة الوطنية الديمقراطية لم يكونا على علمٍ باستخدام شركة فيوجن جي بي إس لإجراء البحث. وأشارت صحيفة واشنطن بوست إلى أنه من غير الواضح مقدار البحث الذي تلقاه إلياس من فيوجن جي بي إس وشاركه مع الحملة واللجنة الوطنية الديمقراطية. كما أنه من غير الجلي من كان مطلعًا في هاتين المنظمتين على أدوار فيوجن جي بي إس وستيل، لكن أحد الأشخاص "المطلعين على الأمر" أفاد بأن المنظمتين "لم تُبَلَّغ من قبل شركة المحاماة بدور فيوجن جي بي إس". وكشفت صحيفة نيويورك تايمز أنه في وقتٍ سابق من عام 2017، "أنكر إلياس امتلاكه للملف قبل الانتخابات". ولم تكن حملة كلينتون على علمٍ بستيل أو بأنه كان يشارك نتائجه مع مكتب التحقيقات الفيدرالي، وصرح "أحد كبار مسؤولي حملة كلينتون" لجين ماير قائلاً: "لو كنتُ أعلم أن مكتب التحقيقات الفيدرالي كان يُحقق مع ترامب، لأذعتُ ذلك على الملأ!".
كان جدار السرية محكمًا للغاية لدرجة أن المسؤولين الرئيسيين في الحملة، جون بوديستا وروبي موك، لم يكونا على علم بأن ستيل كان يتقاضى أجرًا من الديمقراطيين حتى نشرت مجلة ماذر جونز تقريرًا حول القضية في 31 أكتوبر 2016، في مقال لم يُذكر فيه اسم ستيل. عندما انتشرت قصة ماذر جونز، أعرب جون بوديستا، رئيس حملة كلينتون، عن صدمته من نبأ قيام مكتب التحقيقات الفيدرالي بتحقيق كامل بشأن ترامب، لا سيما تحقيقًا يعتمد على بحث موّلته حملة كلينتون. وعلى الرغم من علمهم بأن شركة بيركنز كوي أنفقت أموالًا على أبحاث المعارضة، إلا أن كلًا من بوديستا ومدير الحملة روبي موك لم يكونا على دراية بأن ستيل كان يتقاضى أجرًا من الديمقراطيين. وأكدت ماير، بحسب قولها، أنهما "لم يطلعا على الملف حتى نشره موقع بازفيد على الإنترنت".
عندما سمعت دونا برازيل، الرئيسة المؤقتة للجنة الوطنية الديمقراطية، لاحقًا شائعات تتعلق بالتحقيق حول روسيا، سألت إلياس عن الأمر. ووفقًا لما ذكرته برازيل، تجاهلها قائلاً: "لا ترغبين في المعرفة". وأشارت ماير أيضًا إلى أن "حملة كلينتون لم تكن على علم مطلقًا بأن كريستوفر ستيل كان يتقاضى أجرًا منها حتى وصل [الملف] إلى الصحافة". "فبدلًا من أن يكون سلاحًا سريًا للحملة، تبين أن ستيل كان سرًا أُخفي عن الحملة". وفي كتابهما الصادر عام 2019، ذكر مؤسسا شركة فيوجن جي بي إس "أنهما لم يلتقيا مطلقًا أو يتحدثا مع كلينتون، وأنها لم تكن لديها أدنى فكرة عن هويتهما".
ذكر فيليب بامب أنَّ الملفّ "لم يُثبت قطُّ تأثيره في نهج حملة كلينتون، وأنَّ ذلك لم يُعلن إلا قبيل تنصيب ترامب." 
وفي 15 فبراير 2022 أفادت صحيفة واشنطن بوست بأنَّه "حتى الآن، لا يوجد دليلٌ على أنَّ حملة كلينتون أدارت تقارير ستيل، أو التسريبات المتعلقة بها إلى وسائل الإعلام، بشكلٍ مباشر." 

### تلميحات عن وجود الملف
فكرت شركة فيوجن جي بي إس عند توظيفها لستيل لأول مرة أنه "لن يكتشف أحد أبدًا" العمل السري الذي سيقوم به ستيل. إلا أن هذا التوقع تبين أنه "ساذج"،  حيث وصف مؤسسو فيوجن جي بي إس كيف أنهم سرعان ما أصبحوا لا يخشون إخفاء حقيقة أنهم كانوا يحققون في شأن ترامب وروسيا: "حاولت فيوجن وستيل تنبيه سلطات إنفاذ القانون ووسائل الإعلام الأمريكية بشأن المواد التي اكتشفوها. أصبح مكتب الشركة في حي دوبونت سيركل في واشنطن بمثابة "غرفة قراءة عامة" للصحفيين الذين يبحثون عن معلومات حول عالم ترامب". وفي سبتمبر، رتبوا اجتماعات خاصة في فندق تبارد إن في واشنطن العاصمة بين ستيل ومراسلين من صحف واشنطن بوست ونيويورك تايمز وذا نيو يوركر ومنافذ إخبارية أخرى. حضرت جاين ماير أحد الاجتماعات. لم تنشر أي من هذه المؤسسات الإخبارية أي قصص حول الادعاءات في ذلك الوقت.
على الرغم من عدم دعوة بازفيد إلى هذه الاجتماعات فقد كتب بن سميث رئيس تحرير بازفيد: "لم نكن بأي حال من الأحوال أول الصحفيين الذين حصلوا على الوثيقة - ولكن ربما كنا أول من حصل عليها دون وعد بإبقائها سرية". سُمح لمراسل بي بي سي بول وود برؤية "عشرات" الصفحات من الملف في أكتوبر 2016.
قبل الانتخابات، ذكر مصدران إخباريان فقط ادعاءات وردت من تقارير الملف. كان ستيل على اتصال بكلا المؤلفين. كان هذان المقالان هما مقال لمايكل إيسيكوف في ياهو نيوز بتاريخ 23 سبتمبر 2016 والذي ركز على كارتر بيج،  ومقال لديفيد كورن في 31 أكتوبر 2016، قبل أسبوع من الانتخابات، في مجلة ماذر جونز.
في ذلك الوقت، افترض مكتب التحقيقات الفيدرالي أن مصدر مقال ياهو كان شخصًا آخر غير ستيل، "تلقى نسخة من الملف". وقد انتقد تقرير وزارة العدل لعام 2019 الذي أعده مايكل هورويتز مكتب التحقيقات الفيدرالي لعدم سؤاله ستيل عما إذا كان له دور في مقال ياهو هذا.

#### قصة موذر جونز
بحلول الربع الثالث من عام 2016، علمت العديد من المؤسسات الإخبارية بوجود الملف الذي وُصف بأنه "سر مكشوف" بين الصحفيين، لكنها اختارت عدم نشر معلومات لم تتمكن من تأكيدها. وكانت مجلة "موذر جونز" هي أول من نشرت عن وجود الملف، مشيرة إلى أنه ممول حصريًا من قبل الديمقراطيين.

وبحلول أكتوبر 2016، جمع ستيل 33 صفحة (16 تقريرًا)، ثم نقل ما اكتشفه إلى ديفيد كورن، وهو مراسل في مجلة "موذر جونز". وفي 31 أكتوبر 2016، قبل أسبوع من الانتخابات، أفادت مجلة "موذر جونز" بأن ضابط مخابرات سابق، لم تُذكر هويته، أعد تقريرًا استنادًا إلى مصادر روسية وسلمه إلى مكتب التحقيقات الفيدرالي. وكشف المقال عن بعض مزاعم الملف:
أشارت المذكرة إلى أن النظام الروسي كان يدعم ترامب منذ خمس سنوات، بهدف إحداث انقسامات في التحالف الغربي، وأن ترامب ودائرته قبلوا تدفق معلومات استخباراتية من الكرملين عن منافسيه. كما زعمت أن المخابرات الروسية قد ابتزت ترامب خلال زياراته لموسكو، وجمعت ملفًا عن هيلاري كلينتون استنادًا إلى محادثات مسجلة ومكالمات اعترضتها.

### أحداث ما بعد الانتخابات
بعد انتخاب دونالد ترامب في 8 نوفمبر 2016، توقف العميل الديمقراطي عن تمويل تكاليف التحقيق، غير أن ستيل واصل العمل على الملف لصالح شركة "فيوجن جي بي إس". ووفقًا لتقرير نشرته صحيفة "الإندبندنت"، "يُقال إن" غلين سيمبسون أنفق من أمواله الشخصية لاستمرار التحقيق في تلك الفترة. كما أشارت صحيفة "نيويورك تايمز" إلى أن ملف ستيل أصبح بعد الانتخابات واحدًا من "الأسرار المكشوفة" في واشنطن، حيث عمل الصحفيون على التحقق من الادعاءات الواردة فيه.
وفي 18 نوفمبر 2016 التقى السيناتور الجمهوري جون ماكين، الذي كان قد أُبلغ عن الصلات المزعومة بين الكرملين وترامب، بالسفير البريطاني السابق لدى موسكو السير أندرو وود خلال مشاركتهما في منتدى هاليفاكس الدولي للأمن في كندا. وأطلع وود ماكين على المواد التي جُمعت حول ترامب،  كما أشاد بمهنية ستيل ونزاهته.
ووفقًا لشهادة سيمبسون أمام اللجنة القضائية بمجلس الشيوخ في 22 أغسطس 2017، التقى ستيل مع ديفيد جيه. كرامر، وهو مساعد قديم لماكين ومسؤول سابق في وزارة الخارجية الأمريكية يعمل حاليًا في جامعة ولاية أريزونا، في منتدى هاليفاكس، حيث ناقشا الملف. وأخبر كرامر ستيل أن ماكين أراد "طرح أسئلة حوله في مكتب التحقيقات الفيدرالي... كل ما أردناه هو أن تقوم الحكومة بعملها، وكنا قلقين بشأن ما إذا كانت المعلومات التي قدمناها سابقًا قد وصلت إلى المستوى القيادي لمكتب التحقيقات الفيدرالي".
وافق ستيل مع شركة "فيوجن جي بي إس" على تسليم نسخة ورقية من جميع التقارير الستة عشر إلى ماكين،  وقد تسلمها ماكين في أوائل ديسمبر من كرامر. وفي 9 ديسمبر التقى ماكين شخصيًا بمدير مكتب التحقيقات الفيدرالي جيمس كومي وسلمه نسخة من الملف،  الذي لم يكن يتضمن في ذلك الوقت "التقرير 166" الأخير، المؤرخ 13 ديسمبر 2016. وفي 25 مارس 2019 خالف السيناتور ليندسي جراهام، وهو صديق مقرب لماكين، هجمات ترامب الموجهة ضد ماكين، وكشف أنه عندما أطلعه ماكين على الملف، شجعه على تسليمه إلى مكتب التحقيقات الفيدرالي، مؤكدًا أن ماكين تصرف بشكل مناسب. ووصف جراهام كيف واجه ترامب قائلًا: "السيناتور ماكين يستحق معاملة أفضل. كان هناك بعض الأفراد من فريق ماكين الذين أخذوا قطعة قمامة وحاولوا ملاحقة ترامب بعد الانتخابات. لكنني أخبرت الرئيس أن هذا ليس جون ماكين". وأكد كومي لاحقًا أن تحقيقات مكافحة التجسس كانت جارية بشأن صلات محتملة بين مساعدي ترامب وموسكو.
وبعد أن سلم تقاريره الستة عشر إلى ماكين، تلقى ستيل معلومات إضافية وأعد "مذكرة ديسمبر" المكونة من صفحتين، والتي تحمل تاريخ 13 ديسمبر. وقد تضمنت هذه المذكرة في غالبيتها ادعاءات موجهة ضد المحامي الشخصي لترامب، مايكل كوهين، والتي نفاها كوهين لاحقًا. وفي إطار دعوى قضائية في أبريل 2017 كشف ستيل عن معلومات لم يسبق الإبلاغ عنها، مفادها أنه قدم نسخة من تقريره الأخير إلى "مسؤول كبير في الحكومة البريطانية معني بالأمن القومي، وذلك في إطار عمله الرسمي، وبشكل سري وورقي"، وذلك لأن التقرير "كان له تداعيات على الأمن القومي للولايات المتحدة والمملكة المتحدة".
نفى كل من سيمبسون وستيل تزويد موقع "بازفيد" بالملف. وكشفت وثائق غير مختومة من عملية الاكتشاف في دعوى التشهير التي رفعها رجل الأعمال الروسي أليكسي جوباريف أن ديفيد كرامر، وهو مساعد لجون ماكين، قام بتسليم الملف لموقع بازفيد في ديسمبر 2016 بعد أسابيع من الانتخابات،  فيما وصفه فريتش بأنه تمريرة يائسة "غير حكيمة".
لم يكن ستيل ينوي أبدًا أن يصبح الملف عامًا لأنه كان يحتوي على معلومات استخباراتية أولية غير مكتملة وكان من الممكن أن "يعرض المصادر والأساليب للخطر". كما كان ستيل قلقًا بشأن سلامة شبكة مصادره، وأعرب عن تخوفه من أنه إذا فاز ترامب في الانتخابات، فإن مدير مكتب التحقيقات الفيدرالي الجديد ورؤساء الوكالات الآخرين الذين عينهم ترامب قد يكونون أكثر ولاءً له "وقد يقررون اتخاذ إجراء ضد ستيل وشبكة مصادره".:275

#### إحاطات أوباما وترامب
في 5 يناير 2017، أطلع رؤساء أربع وكالات استخبارات أمريكية الرئيس باراك أوباما ونائب الرئيس جو بايدن على التدخل الروسي في الانتخابات ووجود الملف ومزاعمه.
وبعد ظهر يوم 6 يناير 2017، :180 تلقى الرئيس المنتخب ترامب وفريقه الانتقالي إحاطة مماثلة في برج ترامب. والتقى جميع رؤساء المخابرات الأربعة بترامب وفريقه الانتقالي. وكانوا مدير المخابرات الوطنية جيمس كلابر، ومدير مكتب التحقيقات الفيدرالي جيمس كومي، ومدير وكالة المخابرات المركزية جون برينان، ومدير وكالة الأمن القومي الأدميرال مايك روجرز. وأبلغوه بتدخل روسيا في الانتخابات،  وأخبرهم كومي عن "جزء من تقرير ستيل يشير إلى أن روسيا لديها ملفات معلومات مهينة عن كل من كلينتون والرئيس المنتخب".:180 وأدلى ترامب لاحقًا بشهادته تحت القسم "بأنه علم بوجود الملف لأول مرة من قبل مدير مكتب التحقيقات الفيدرالي آنذاك جيمس كومي في 6 يناير 2018، في اجتماع عُقد خلال الفترة الانتقالية التي أعقبت انتخابه".
ثم، وفقًا لخطة معدة مسبقًا، غادر برينان وكلابر وروغرز، ثم طلب كومي التحدث مع ترامب بمفرده. بعدها، أبلغ كومي ترامب بالملف ومزاعمه حول وجود أشرطة مخلة يحتفظ بها الروس. وأفاد كومي لاحقًا بأنه كان في حالة توتر شديد. وفي اليوم السابق، أخبره وزير الأمن الداخلي بضرورة "الحذر الشديد"، و"اختيار كلماته بعناية"، ثم "مغادرة المكان". أصبح ترامب في موقف دفاعي للغاية، ووصف كومي الاجتماع بأنه "غريب جدًا". أعرب ترامب لاحقًا عن شعوره بأن جيمس كومي كان يحاول ابتزازه في الاجتماع الذي عُقد في برج ترامب، قبل أسبوعين من التنصيب. وفي أبريل 2018، قال كومي إنه لم يبلغ ترامب بأن الملف ممول جزئيًا من قبل الديمقراطيين لأن ذلك "لم يكن ضروريًا لتحقيق هدفي، وهو تنبيهه إلى أن لدينا هذه المعلومات".
في 14 ديسمبر 2018 نشر مكتب التحقيقات الفيدرالي وثيقة بعنوان "المرفق أ" كانت "جزءًا من ملخص ملف روسيا" المستخدم لإطلاع ترامب وأوباما. وحجب مكتب التحقيقات الفيدرالي أجزاء من الملخص على أساس أنها لا تزال سرية و"لأنها تتعلق بتحقيقات جارية أو إجراءات محكمة، أو نشأت عن مصدر سري أو تصف تقنيات أو إجراءات تحقيق سرية".
بعد يومين من نشر الملف في 10 يناير 2017، أصدر جيمس كلابر بيانًا وصف فيه التسريبات في الصحافة حول اجتماعهم مع ترامب في برج ترامب بأنها تضر بالأمن القومي الأمريكي. وتضمن البيان أيضًا صيغة غير مُلزمة مفادها أن مجتمع الاستخبارات الأمريكي "لم يصدر أي حكم بأن المعلومات الواردة في هذه الوثيقة موثوقة، ولم نعتمد عليها بأي شكل من الأشكال في استنتاجاتنا". وتناقض هذا مع ادعاء ترامب السابق بأن كلابر قال إن المعلومات الواردة في الملف كانت كاذبة؛ فقد ذكر بيان كلابر بالفعل أن مجتمع الاستخبارات لم يصدر أي حكم بشأن حقيقة المعلومات.
عارض جيمس كومي صيغة كلابر، لكن صيغة كلابر ظلت دون تغيير. وأخبر كومي لاحقًا مكتب المفتش العام عن مخاوفه في ذلك الوقت، لأنه كان يعتقد أن الملف أكثر موثوقية مما هو مذكور في بيان كلابر غير الملزم.:181

### النشر وردود الفعل
في 10 يناير 2017 أفادت شبكة سي إن إن بأن وثائق سرية قُدمت لأوباما وترامب في الأسبوع السابق تضمنت مزاعم بأن عملاء روس يمتلكون "معلومات شخصية ومالية مُضرّة" عن ترامب. وقالت شبكة سي إن إن إنها لن تنشر تفاصيل محددة حول التقارير لأنها لم "تتحقق بشكل مستقل من المزاعم المحددة". وعقب تقرير سي إن إن،  نشر موقع بزفيد مسودة ملف من 35 صفحة قال إنها الأساس للإحاطة، وتضمنت ادعاءات غير مُحققة بأن عملاء روس جمعوا "مواد محرجة" تتعلق بترامب يمكن استخدامها لابتزازه. وذكر موقع بازفيد أن المعلومات تضمنت "مزاعم محددة وغير مُحققة ويحتمل ألا يمكن التحقق منها بشأن اتصالات بين مساعدي ترامب وعملاء روس".
علقت صحيفة نيويورك تايمز قائلة: "أوضح ستيل لزملائه أنه كان يعتبر دائمًا أن الملف عبارة عن معلومات استخباراتية أولية وليست حقائق ثابتة، بل نقطة انطلاق لمزيد من التحقيق."  ووصف القاضي كريغ كارسنيتز الغرض من الملف: "تقرير استخباراتي هو ببساطة تقرير عن معلومات يحتمل أن تكون ذات صلة بتحقيق. ويمكن أن يتخذ أشكالًا عديدة، وأن يكون صحيحًا أو خاطئًا، ويمكن استخدامه كبحث للمعارضة وتقرير استخباراتي."  ولا يعتبر كريستوفر بوروز، المؤسس المشارك لشركة أوربيس بزنس إنتليجنس أنه "ملف بل معلومات يشار إليها باسم معلومات استخباراتية أولية في الدوائر الاستخباراتية".
وانتُقد قرار موقع بازفيد بنشر الملف على الفور من قبل العديد من المؤسسات الإعلامية الكبرى بسبب نشر مسودة الملف دون التحقق من مزاعمه. ووصفت مارغريت سوليفان، الكاتبة في صحيفة واشنطن بوست ذلك بأنه "مزاعم بذيئة في شكل تقرير استخباراتي يهدف إلى الإضرار بدونالد ترامب"،  بينما أشارت صحيفة نيويورك تايمز إلى أن النشر أثار جدلًا يتركز حول استخدام معلومات غير مدعومة بمصادر مجهولة. وقال المسؤولون التنفيذيون في موقع بازفيد إن المواد كانت جديرة بالنشر لأنها كانت "منتشرة على نطاق واسع في أعلى مستويات الحكومة ووسائل الإعلام الأمريكية" وجادلوا بأن هذا يبرر النشر العام. ووافق قاضٍ في المحكمة العليا لمقاطعة كولومبيا على هذا المنطق عندما رفض دعوى تشهير ضد ستيل وشركة أوربيس بزنس إنتليجنس.
وعلى الرغم من أن مجلة كولومبيا للصحافة أيدت في الأصل (في 11 يناير 2017) نشر موقع بازفيد للملف،  وغرد المحرر كايل بوب بدعمه لهذا القرار،  إلا أنه وصفه في 17 نوفمبر 2021 بأنه "وثيقة لم تُصمم أبدًا لتلبية معايير الصحافة الجيدة"، وأشار إلى أن مصداقيتها انهارت، وخلص إلى أنها كانت مصدر "الكثير من الهراء والتضليل" في التغطية الإعلامية اللاحقة وكان ينبغي عدم نشرها على الإطلاق. وانتقدت سارة فيشر مراسلة الشؤون الإعلامية في موقع آكسيوس التغطية الصحفية الأولية للملف قبل فحصه بشكل كافٍ.
دافع الكاتب الإعلامي البارز في بوليتيكو جاك شيفر،  وكذلك ريتشارد توفيل من بروببليكا ومجلة كولومبيا للصحافة، دائمًا عن نشر موقع بازفيد لمسودة الملف. ودافع شيفر عن حق الجمهور في معرفة المزاعم ضد ترامب، ورأى تشابهًا في حكم القاضية أونجارو في دعوى التشهير التي رفعها أليكسي جوباريف. وكتبت أونجارو أن "الامتياز موجود لحماية وسائل الإعلام أثناء جمعها المعلومات اللازمة ليقوم الجمهور بممارسة رقابة فعالة على الحكومة". وأشارت أيضًا إلى أنه قبل أن يتلقى مكتب التحقيقات الفيدرالي أي تقارير من ستيل، كان "قد بدأ بالفعل تحقيقًا لمكافحة التجسس بشأن الصلات بين روسيا وحملة ترامب".
وفيما يتعلق بدعوى التشهير التي رفعها جوباريف ضد موقع بازفيد بشأن نشره لمسودة الملف، قالت باربرا فونتين كبيرة المسؤولين إن ستيل كان "في كثير من النواحي في نفس موقف المبلغ عن المخالفات" بسبب أفعاله "في إرسال جزء من الملف إلى السيناتور جون ماكين ومسؤول كبير في الحكومة للأمن القومي، وفي إطلاع أقسام من وسائل الإعلام الأمريكية". وقالت إنه "لم يكن معروفًا من قدم الملف إلى موقع بازفيد، لكن دليل ستيل كان أنه شعر بالرعب ولا يزال يشعر بالرعب من نشره على الإطلاق، ناهيك عن نشره بدون تنقيحات جوهرية".
وشعر مؤسسو شركة فيوجن جي بي إس بقلق بالغ بسبب ما أبلغت به المصادر ستيل لدرجة أنهم دافعوا عن حقيقة أنهم وستيل استخدموا وسطاء لتمرير محتوى الملف إلى السلطات، ولكن فيما يتعلق بالنشر من قبل بازفيد، لو كان الأمر متروكًا لهم، "ما كان لتقارير ستيل أن ترى النور أبدًا". ونُشر بدون إذن ستيل، :927 وقال كريستوفر بوروز: "لم نتوقع أن تصل النتائج المتعلقة بروسيا إلى الجمهور".
كما شعروا بالذعر من أن نشر مسودة الملف سيعرض المصادر للخطر، واتصل جلين سيمبسون على الفور بكين بنسينجر في موقع بازفيد هاتفيًا: "احذف هذه التقارير اللعينة الآن! ستتسبب في مقتل أشخاص!".
كتب ستيل: "أتساءل ما إذا كان موقع "بازفيد" قد فكر في الأرواح وسبل العيش التي عرضها للخطر بنشر الملف، أو في الستار الذي أسدله على جهود جمع أخرى. أرى أن "بازفيد" قام بعمل الكرملين نيابة عنه، حيث كان مصممًا على عدم فقدان السبق الصحفي بعد أن نشرت "سي إن إن" القصة الأصلية. إنه من أكثر الأعمال الصحفية غير المسؤولة".
بعد ست سنوات من نشر الملف، عبّر بن سميث، رئيس تحرير موقع بازفيد، عن أسفه بشأن طريقة النشر قائلًا "لو كان علي أن أفعل ذلك مجددًا، لن أكتفي بنشر الملف كملف بي دي إف، بل سأحافظ عليه بإحكام أكبر وأرفقه بلقطات شاشة مع السياق. ربما كان هذا سيحد من تحوله إلى شعار 'المقاومة'. ومع ذلك، لا أعتقد أننا كان بإمكاننا إخفاء انتشاره الجامح".
لا يُحبُّ ستيل مصطلح "ملف"، حيث قال: "لم يكن ملفًا. إنها سلسلة من التقارير حول قضية حية، وهي الحملة الانتخابية، التي تجري عبر الزمن. لم يتم تجميع هذه التقارير وتقديمها في عرض واحد، كما لم نقم بتحليلها بالتفصيل. كان في الواقع تعليقًا جاريًا. لم يكن ملفًا." 

### الصيغة
عند نشر موقع "بازفيد" الملف المكون من 35 صفحة في يناير 2017، كانت التقارير تتراوح بين صفحة واحدة وثلاث صفحات، مرقمة بخط اليد من 1 إلى 35. كانت 16 من هذه التقارير تحمل أرقامًا مطبوعة بين 80 و135، ولكن الترتيب الرقمي لم يتطابق دائمًا مع الترتيب الزمني. وكان التقرير السابع عشر مرقمًا بـ 166. من بين التقارير الأصلية المرقمة من 1 إلى 166، تم استخدام تقارير معينة فقط في الملف، ولا يُعرف ما حدث لبقية التقارير، مثل التقرير الأول المرقم بـ "080" الذي يثير تساؤلات حول التقارير المفقودة بين 81 و85.
كان كل تقرير يتكون من جزأين، بدءًا بقسم "ملخص"، يليه قسم "تفاصيل". واحتوى "الملخص" على فقرات موجزة بناءً على محتوى ونتائج مرقمة وموسعة في قسم "التفاصيل" التالي.

### الوضع القانوني والمقارنة باجتماع برج ترامب
جرى التشكيك في الوضع القانوني للملف،  ولكن بسبب الفرق القانوني بين "الإنفاق" من قبل حملة و"المساهمة" في حملة، فإنه لا يتعارض مع قوانين لجنة الانتخابات الفيدرالية (المادة 52 من قانون الولايات المتحدة: 30121) التي تحظر على الرعايا الأجانب المساهمة في الحملات السياسية أو مساعدتها، وينطبق ذلك على أي شكل من أشكال المساعدة، وليس فقط التبرعات النقدية. وغالبًا ما تتم مقارنة الملف (الذي أعده مواطن بريطاني تم توظيفه بشكل غير مباشر من قبل حملة كلينتون واللجنة الوطنية الديمقراطية) واجتماع برج ترامب عام 2016 (الذي تضمن عرضًا مباشرًا للمساعدة من الحكومة الروسية لحملة ترامب) ومزجهما في هذا الصدد.
شرح فيليب بمب "لماذا قد يكون اجتماع برج ترامب قد انتهك القانون - وعلى الأرجح لم يفعل ملف ستيل": "يختلف توظيف طرف أجنبي لإجراء بحث اختلافًا كبيرًا، بما في ذلك من الناحية القانونية، عن تلقي معلومات من جهات أجنبية تسعى للتأثير على الانتخابات. والأكثر من ذلك، أن حملة ترامب قد قبلت المساعدة الأجنبية في عام 2016، كما حدد التحقيق الذي أجراه المحقق الخاص روبرت إس. مولر الثالث." 
تضمن اجتماع برج ترامب عرضًا طوعيًا للمساعدة ("مساهمة في الحملة")  من الحكومة الروسية لحملة ترامب، وبالتالي كان من غير القانوني قبول العرض بأي شكل من الأشكال. وقبل الاجتماع بالفعل، كانت حملة ترامب على علم بمصدر وغرض عرض المساعدة، ومع ذلك رحبت بالعرض وأخفته بنجاح لمدة عام، وعندما انكشف الاجتماع أخيرًا، أصدر ترامب بيانًا صحفيًا خادعًا بشأنه.
وعلى النقيض من ذلك، كان عمل ستيل نفقة قانونية للحملة،  ولم يتضمن أي عرض طوعي للمساعدة من الحكومة الروسية لحملة كلينتون. ويسمح قانون لجنة الانتخابات الفيدرالية بمثل هذه النفقات للحملة (المعلنة على النحو الصحيح)، حتى وإن تم تقديم المساعدة من قبل أجانب.
في سبتمبر 2018، تقدمت مؤسسة كوليدج ريغان، التي يقع مقرها في ولاية فرجينيا، بشكوى إلى لجنة الانتخابات الفيدرالية ضد حملة كلينتون، واللجنة الوطنية الديمقراطية، وشركة بيركنز كوي، وفيوجن جي بي إس، متهمة إياهم بـ "انتهاك قانون تمويل الحملات الانتخابية بالتآمر مع مواطنين أجانب، بمن فيهم أعضاء حاليون وسابقون في الحكومة الروسية، للتلاعب بنتائج انتخابات عام 2016". تضمنّت الشكوى سبع نقاط، كان معظمها يتعلق بالتآمر المزعوم مع الأجانب، إلى جانب اتهامات أخرى بإخفاء الجرائم المزعومة عن طريق تحريف التكاليف باعتبارها "نفقات قانونية" لشركة بيركنز كوي، ودور الأخيرة كوسيط لهذه النفقات.
بعد تحقيق دقيق، وبعض مفاوضات الصلح، رفضت لجنة الانتخابات الفيدرالية في مارس 2022 معظم التهم (بما في ذلك جميع الانتهاكات المزعومة للمادة 52 من قانون الولايات المتحدة: 30121). ومع ذلك، وجدت لجنة الانتخابات الفيدرالية "سببًا محتملًا للاعتقاد" بأن اللجنة الوطنية الديمقراطية وحملة كلينتون (وأميني صندوقهما) قد "[أخطأتا في الإبلاغ عن] الغرض من بعض المدفوعات". وفي تسوية، فرضت لجنة الانتخابات الفيدرالية غرامة قدرها 105 آلاف دولار على اللجنة الوطنية الديمقراطية و8 آلاف دولار على حملة كلينتون بسبب سوء الإبلاغ عن تلك الرسوم والمصروفات باعتبارها "خدمات قانونية" و"استشارات قانونية وامتثال" بدلًا من "بحث للمعارضة". ووافقت اللجنة الوطنية الديمقراطية وحملة كلينتون على عدم الاعتراض على الغرامات، لكنهما لم تعترفا بانتهاك القواعد.
قارن "ستيفن إل. هول" الرئيس السابق لعمليات روسيا في وكالة المخابرات المركزية، بين أساليب ستيل وأساليب دونالد ترامب الابن، الذي سعى للحصول على معلومات من محامية روسية في اجتماع عقد في برج ترامب في يونيو 2016، قائلاً: "الفرق: تجسس ستيل على روسيا للحصول على معلومات لم ترغب روسيا في الكشف عنها؛ بينما حضر دون الابن اجتماعًا للحصول على معلومات أراد الروس تقديمها". وأشارت جين ماير إلى الاجتماع ذاته، وقارنت الفرق في ردود الفعل على محاولات روسيا لدعم ترامب، قائلة: عندما عُرض على ترامب الابن "معلومات قذرة" عن هيلاري كلينتون باعتبارها "جزءًا من دعم روسيا وحكومتها للسيد ترامب"، بدلًا من "الذهاب إلى مكتب التحقيقات الفيدرالي، كما فعل ستيل" عندما علم أن روسيا كانت تساعد ترامب، رد ابن ترامب بالقول: "إذا كان الأمر كما تقول، فأنا أحب ذلك." 

### الإرث
يعتقد جلين سيمبسون أن الملف عطل تجديدًا مخططًا للعلاقات بين الولايات المتحدة وروسيا "لم يكن في مصلحة الولايات المتحدة"؛ وأنه دعم تحقيق مكتب التحقيقات الفيدرالي القائم في التدخل الروسي؛ وأنه عزز فهم العلاقة الخفية بين الحكومة الروسية وحملة ترامب. وتعتقد جين ماير أن الملف "ربما يكون البحث المعارض الأكثر إثارة للجدل على الإطلاق الذي انبثق من حملة رئاسية"،  ووصفه جوليان بورجر بأنه "واحد من أكثر الوثائق تفجيرًا في التاريخ السياسي الحديث".
ووصف "تي أيه فرانك" الملف بأنه "دراسة حالة" في التلاعب الإعلامي. وفي كتابه الصادر عام 2021 بعنوان "مذعورون: ملف ترامب، والمكعب الأسود، وصعود الجواسيس الخاصين"، علق الصحفي السابق في صحيفة نيويورك تايمز باري ماير قائلًا: "لم تجرِ المؤسسات الإعلامية عمليات تشريح داخلي أو عمليات إعادة بناء عامة حول كيفية تعاملها مع قصة الملف [لأنه] كان سيتطلب منها الكشف عن العلاقة السامة التي تطورت بين الصحفيين والجواسيس الخاصين".:242
وصف الصحفي ديفيد كورن من مجلة "موذر جونز" الملف بأنه "حجة ملائمة، رايتهم الكاذبة" لعصابة ترامب: قائلًا: "لقد كانت حيلة ذكية من جانب عصابة ترامب: إنكار ما لا أساس له من الصحة - أن ترامب ضُبط على شريط فيديو وهو يعاشر عاهرات يتبولن وأنه تآمر مباشرة مع بوتين - لتجنب الحقيقة الدامغة المتمثلة في أن ترامب ومساعديه خانوا الأمة من خلال تشجيع الهجوم الروسي ومحاولة التستر على تدخل بوتين الشرير."
ووفقًا لتومي فييتور "بمجرد أن يدخل سرد ما إلى الأثير الإعلامي، يمكن أن يصبح غير قابل للسيطرة، ويصبح من المستحيل تقريبًا إصلاحها، حتى لو كانت كاذبة. المشكلة في ادعاء شريط التبول هي أنه تصويري للغاية، ولا يُنسى للغاية، بحيث لا يهم عدد المرات التي ترفضه فيها - سيتذكره الناس." 
أصر استمرار عدم إصدار شريط التبول المزعوم على إحداث تأثير دائم. وعندما سُئل ستيل عن سبب عدم نشر الروس للشريط، فأجاب: "لم تكن هناك حاجة لنشره... أعتقد أن الروس شعروا بأنهم حصلوا على قيمة جيدة جدًا من دونالد ترامب عندما كان رئيسًا للولايات المتحدة".
وكتب مؤسسو شركة فيوجن جي بي إس: "في نهاية المطاف، سواء كانت الواقعة المفصلة في الملف صحيحة أم لا، فمن المحتمل ألا تكون ذات أهمية قصوى. كان لدى الروس الكثير من الكومبرومات ضد ترامب وكبار مساعديه سواء كان هناك شريط تبول أم لا".

## التأليف والمصادر
يستند الملف إلى معلومات من مصادر مجهولة الهوية، عالمة وغير عالمة، معروفة لأخصائي مكافحة التجسس كريستوفر ستيل. وكُشف عن بعضها لاحقًا.

### كريستوفر ستيل
عندما نشرت شبكة سي إن إن وجود الملف في 10 يناير 2017،  لم تسمِ مؤلف الملف، لكنها كشفت أنه بريطاني. واستنتج ستيل أن هويته السرية قد "كُشفت"، وإدراكًا منه أن "الأمر مجرد مسألة وقت حتى يصبح اسمه علانية"، فر مع عائلته خوفًا من "رد فعل عنيف وسريع يحتمل أن يكون خطيرًا من موسكو". وأفاد أصدقاؤه لاحقًا بأنه خشي الاغتيال على يد الروس. وكشفت صحيفة وول ستريت جورنال عن اسم ستيل في اليوم التالي، في 11 يناير. ولم تؤكد شركة أوربيس بزنس إنتليجنس المحدودة، التي كان يعمل بها ستيل وقت تأليف الملف، ومديرها كريستوفر بوروز، وهو متخصص في مكافحة الإرهاب،  أو ينفيا أن تكون أوربيس قد أنتجت الملف. وفي 7 مارس 2017 بينما كان بعض أعضاء الكونغرس الأمريكي يعربون عن اهتمامهم بالاجتماع بستيل أو الاستماع إلى شهادته، ظهر مجددًا بعد أسابيع قضاها في الاختباء، وظهر علنًا أمام الكاميرا وصرح قائلاً: "يسرني حقًا أن أعود إلى هنا للعمل مرة أخرى في مكاتب أوربيس في لندن اليوم." 
وصفته وسائل الإعلام بأنه "خبير مرموق في شؤون الكرملين" و"أحد أعظم المتخصصين في الشأن الروسي في جهاز الاستخبارات البريطاني إم آي 6"، وكان ستيل يعمل سابقًا في جهاز الاستخبارات البريطاني لمدة 22 عامًا، بما في ذلك أربع سنوات في السفارة البريطانية في موسكو،  وترأس مكتب روسيا في جهاز "إم آي 6" لمدة ثلاث سنوات في نهاية حياته المهنية في الجهاز. وانضم إلى جهاز "إم آي 6" في عام 1987، مباشرة بعد تخرجه من جامعة كامبريدج. ويعمل حاليًا في شركة أوربيس بزنس إنتليجنس المحدودة، وهي شركة استخبارات خاصة شارك في تأسيسها في لندن.
وأشاد السير أندرو وود، السفير البريطاني السابق لدى موسكو، بسمعة ستيل. وأفاد بأنه "ممارس مهني كفء للغاية... آخذ التقرير على محمل الجد. لا أعتقد أنه من المستبعد تمامًا." وقال أيضًا إن "الادعاء الرئيسي في التقرير - بأن ترامب والقيادة الروسية كانا يتواصلان عبر قنوات خلفية سرية خلال الحملة الرئاسية - كان معقولًا للغاية". وبحسب ما ورد، يتعامل محققو مكتب التحقيقات الفيدرالي مع ستيل "كندٍّ لهم"، ممن تضمنت خبرته كخبير روسي موثوق به مساعدة وزارة العدل ورؤساء الوزراء البريطانيين ورئيس أمريكي واحد على الأقل.
يبدو أن تحيزات ستيل ودوافعه تجاه ترامب قد تغيرت بمرور الوقت. فابتداءً من عام 2007، قبل سنوات عديدة من بدء بحثه المعارض حول ترامب، التقى إيفانكا ترامب مرارًا وتكرارًا على مدى عدة سنوات، وكانت تربطه بها "علاقة ودية"، وكان "يميل إيجابًا" إلى عائلة ترامب. بل ناقشوا إمكانية استخدام مؤسسة ترامب لخدمات أوربيس بزنس إنتليجنس، لكن لم يتم اتخاذ أي ترتيبات. وأكد سيمبسون أيضًا أنه "لم يكن هناك عداء مسبق تجاه ترامب من قبل ستيل أو فيوجن".
وفي وقت لاحق، بينما كان ستيل يُعِدُّ الملف قبل انتخابات عام 2016، ذكر بروس أور أن ستيل، استنادًا إلى ما توصّل إليه خلال بحثه، قد أخبره بأنه "كان يائسًا من عدم انتخاب دونالد ترامب ومتحمسًا لعدم كونه رئيسًا" :280. وقد اعترض ستيل على هذا الاقتباس،  فيما وصف جوليان سانشيز هذه المواقف بأنها "طبيعية تمامًا ولا تشير إلى أي تحيز مسبق"، خاصة أن ستيل كان يؤمن بتقاريره الخاصة.
واعترض ستيل على تصريح أور، وأوضح للمحققين في مكتب المفتش العام هورويتز أن صياغة أور كانت إعادة تفسير لمشاعره وليست اقتباسًا دقيقًا. وأضاف تقرير المفتش العام: "أخبرنا ستيل أنه استنادًا إلى ما اكتشفه خلال بحثه، كان قلقًا من أن ترامب يشكل خطرًا على الأمن القومي، ولم يكن لديه أي عداء شخصي تجاه ترامب خلاف ذلك".:280 كما أفاد ستيل مكتب التحقيقات الفيدرالي بأنه "لم يبدأ تحقيقه بأي تحيز ضد ترامب، ولكن بناءً على المعلومات التي حصل عليها خلال التحقيق، أصبح قلقًا للغاية بشأن عواقب رئاسة ترامب".:193
أصبح ستيل لأول مرة مصدرًا بشريًا سريًا لمكتب التحقيقات الفيدرالي في عام 2013، في إطار التحقيق بقضية فساد الفيفا لعام 2015، إلا أنه اعتبر العلاقة تعاقدية. وأوضح أن العلاقة "لم تُحل أبدًا بشكل نهائي وتجاهلها كلا الطرفين. لم تكن مثالية حقًا".:904
وفي وقت لاحق، ناقش تقرير المفتش العام حول تحقيق "إعصار كروس فاير" "التوقعات المتباينة بشأن سلوك ستيل فيما يتعلق بتقاريره عن الانتخابات". حيث اعتبر ستيل أن التزامه الأول كان تجاه عملائه الذين يدفعون له، وليس تجاه مكتب التحقيقات الفيدرالي. وأشار تقرير المفتش العام إلى أن "ستيل يزعم أنه لم يكن أبدًا مصدرًا بشريًا سريًا لمكتب التحقيقات الفيدرالي، بل كانت لشركته الاستشارية علاقة تعاقدية مع المكتب". وأفاد ستيل بأنه "لا يتذكر أنه قيل له يومًا إنه مصدر بشري سري، وأنه ما كان ليقبل مثل هذا الترتيب...".
وقد كان هذا التباين في التوقعات أحد العوامل التي "أدت في النهاية إلى إغلاق مكتب التحقيقات الفيدرالي رسميًا لملف ستيل كمصدر بشري سري في نوفمبر 2016، رغم أن... مكتب التحقيقات الفيدرالي استمر في الحفاظ على علاقته بستيل من خلال أور".:88
أفادت صحيفة ديلي تلغراف في 3 مايو 2021 بأن ستيل وشركته أوربيس بزنس إنتليجنس، باستخدام مصادر جديدة لم تُستخدم في الملف الأصلي، استمرا في تزويد مكتب التحقيقات الفيدرالي بمعلومات استخباراتية أولية خلال فترة رئاسة ترامب.
وخلال مقابلة مع مكتب التحقيقات الفيدرالي في سبتمبر 2017، أفاد ستيل بأن لدى أوربيس "أربع شبكات عملاء رئيسية منفصلة". وأشار إلى أن مصدره الفرعي الرئيسي للملف لم يعد "نشطًا" في وقت المقابلة مع عملاء مكتب التحقيقات الفيدرالي، ولكنه أكد أن هناك "شبكة عملاء رئيسية أخرى تعمل وقد بدأت الآن في الحصول على معلومات جيدة".
وقد أدى ذلك إلى إنتاج "ملف ثانٍ لمكتب التحقيقات الفيدرالي عن دونالد ترامب"، والذي تضمن مزيدًا من الادعاءات بشأن التدخل الروسي في الانتخابات؛ و"التدخل الروسي المزعوم المرتبط بترامب وشركائه"؛ وادعاءات حول "وجود المزيد من الأشرطة الجنسية"؛ بالإضافة إلى "تفاصيل إضافية حول الاتصالات الروسية المزعومة لمانافورت".

## الادعاءات

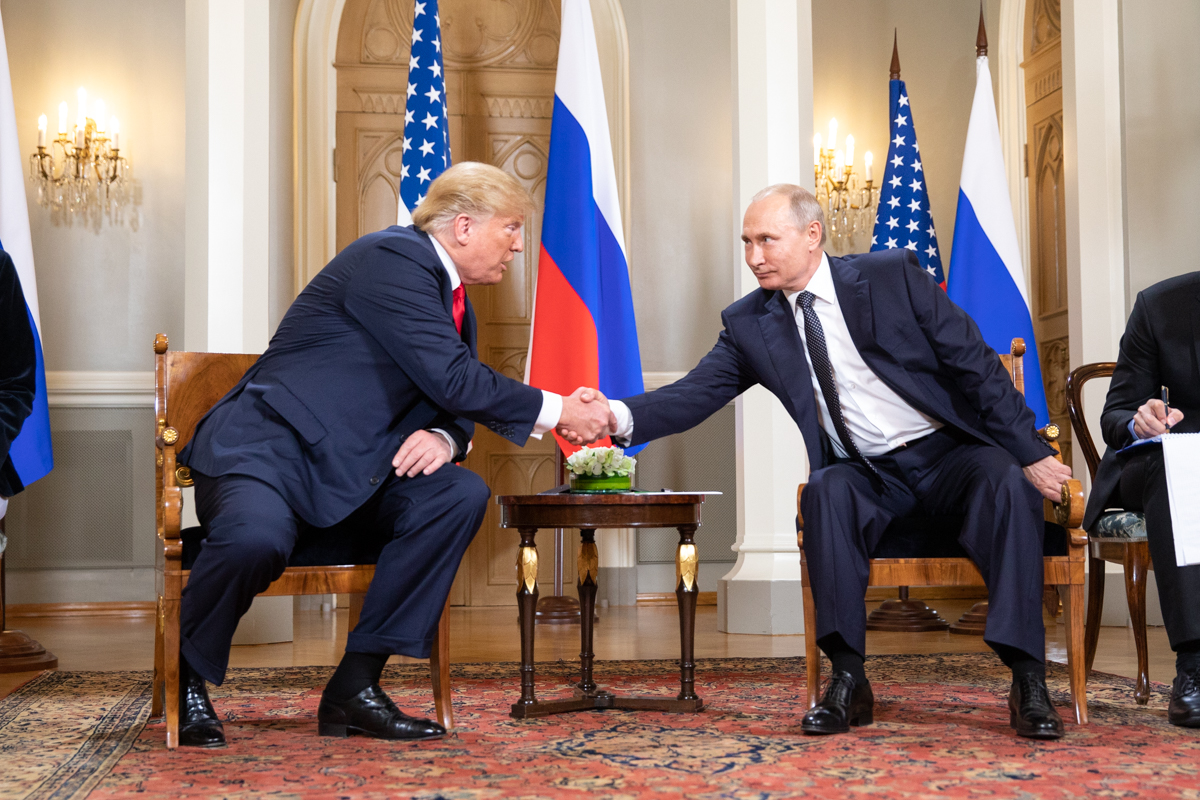
الرئيس دونالد ترامب مع الرئيس الروسي فلاديمير بوتين في قمة 2018 في هلسنكي، في 16 يوليو 2018

### مواد مُضرة: كلينتون

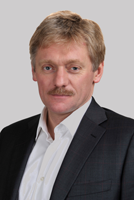
ديمتري بيسكوف

### الأدوار الرئيسية لمانافورت وكوهين وبيج

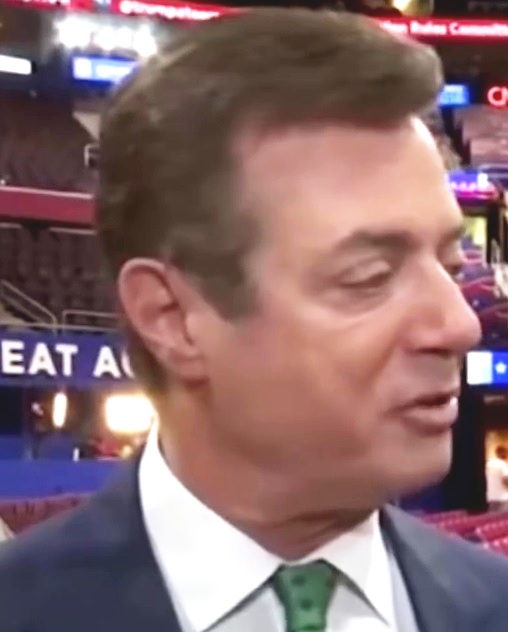
بول مانافورت (2016)

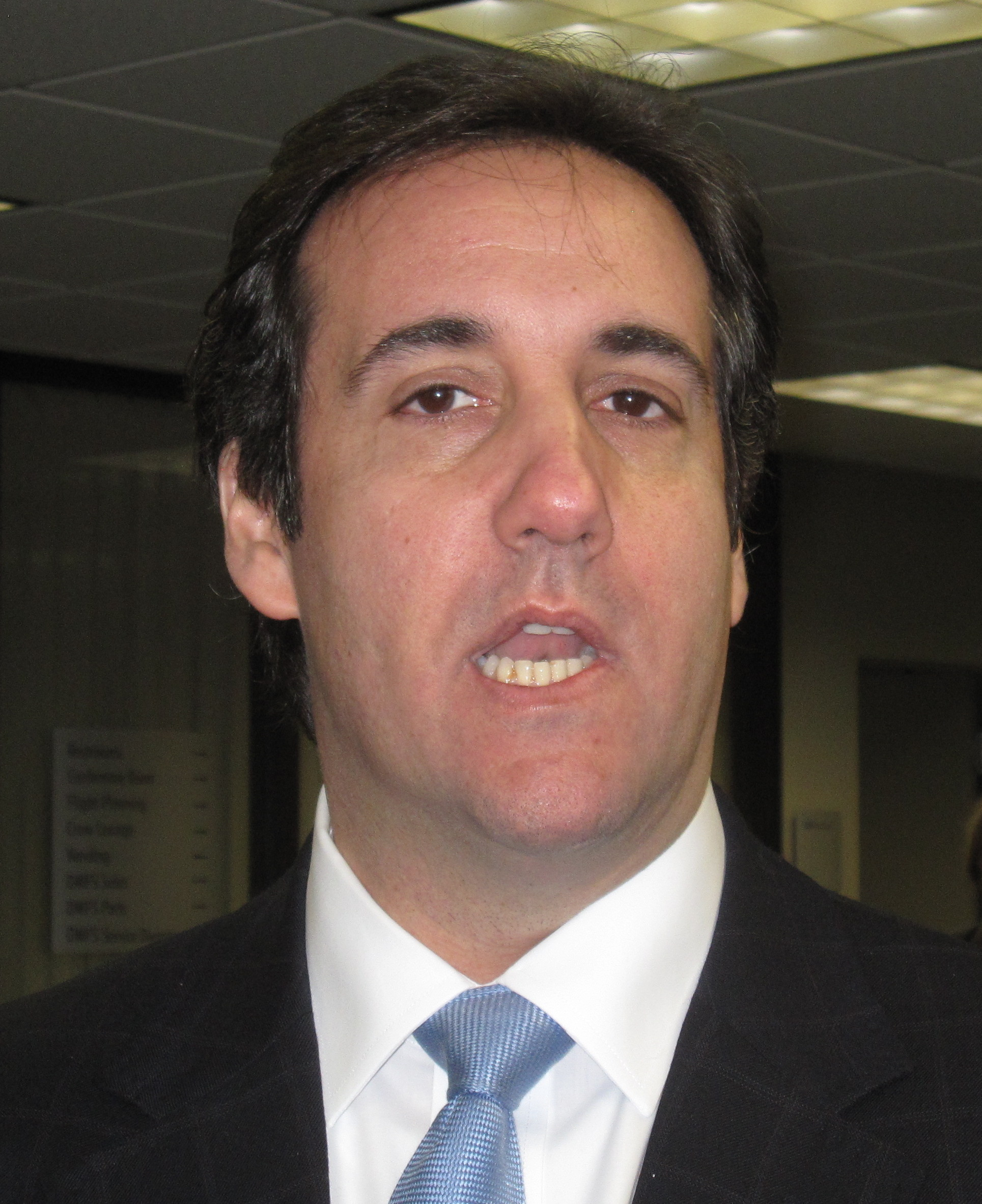
مايكل كوهين (2011)

### عمولات واتفاقيات مقايضة لرفع العقوبات

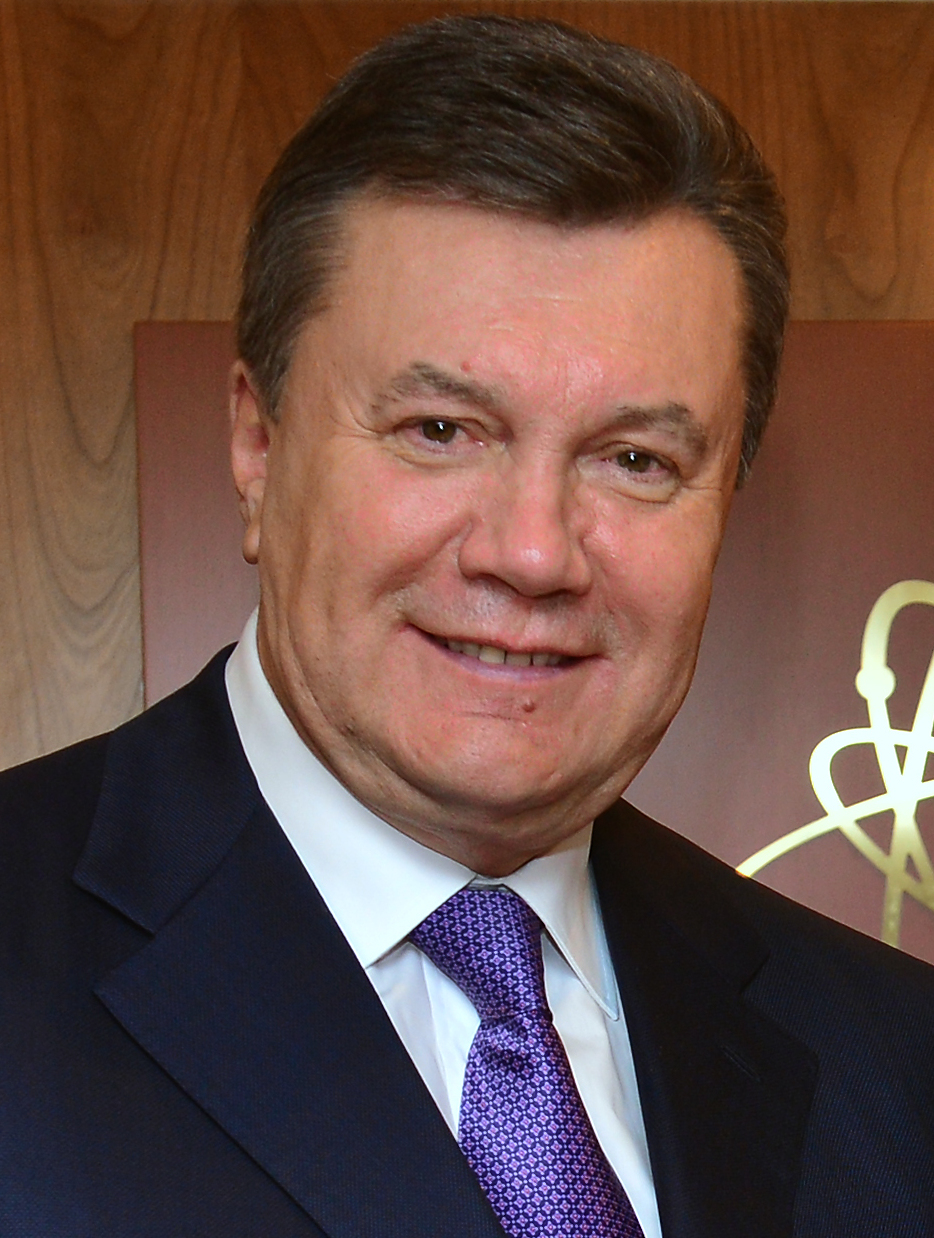
فيكتور يانوكوفيتش (2013)